# Ruth Kedar
Ruth Kedar (née le 27 janvier 1955 à Campinas, au Brésil) est une artiste et designer, connue pour avoir dessiné le logo de Google.
Née au Brésil, elle a obtenu un diplôme en architecture du Technion - Israel Institute of Technology. Elle a déménagé aux États-Unis pour suivre le programme de maîtrise en design de l'Université Stanford. Sa thèse de maîtrise portait sur la conception de cartes à jouer, et Adobe Systems lui a demandé d’être l’un des concepteurs d’Adobe Deck. Elle a ensuite conçu Analog Deck et Duolog Deck. Elle a été professeure d'art au département des arts de Stanford de 1988 à 1999. C'est à Stanford qu'elle a été chargée de concevoir le logo Google. Kedar est l'un des fondateurs d'Art.Net.